# Бернштейн-Коган, Яков Матвеевич
Я́ков Матве́евич Бернште́йн-Ко́ган (при рождении Коган-Бернштейн; 1 октября 1859, Кишинёв, Бессарабская область — 12 мая 1929, Днепропетровск) — видный еврейский общественный деятель, один из основателей и лидеров сионистского движения в России, первый окружной врач еврейских колоний в Палестине.

## Биография
Родился 1 октября (по старому стилю) 1859 года в Кишинёве в семье купца второй гильдии Матвея Вольфовича (Мотла, Мордко Вольковича) Бернштейн-Когана (1818—?, родом из Одессы) и его второй жены Двойры (Доры-Леи, Доротеи) Бернштейн-Коган (1840—?). Изучал медицину в Петербурге и Дерпте, получил степень доктора медицины в последнем. В 1890 году в Дерпте защитил диссертацию по теме «Wirkung des Wolframs auf den thierischen Organismus» и в том же году в Штутгарте опубликовал монографию «Über die Wirkungen des Wolframs» (О влиянии вольфрама).
В годы обучения в Дерптском университете под впечатлением волны еврейских погромов, прокатившейся по городкам юга России в 1881 году увлёкся палестинофильством, вёл палестинофильский кружок. После обучения вернулся в Кишинёв, где открыл медицинскую практику. Состоял председателем правления открытого при его содействии в 1885 году кишинёвского Женского профессионального училища для еврейских детей.
На Первом сионистском конгрессе в августе 1897 года в Базеле был избран уполномоченным по созданию сионистских организаций в России. В 1897—1901 годах возглавлял так называемое Почтовое бюро в Кишинёве, осуществлявшее связи между сионистскими организациями в различных городах России, затем переехал с семьёй в Харьков. С 1898 года состоял под полицейским надзором.
В 1901 году, накануне Пятого сионистского конгресса в Базеле, стал основателем и идеологом Демократической фракции во Всемирной сионистской организации, в которую также вошли Хаим Вейцман, Лео Моцкин и Мартин Бубер. Демократическая фракция, просуществовавшая до 1904 год]а и ориентировавшаяся главным образом на молодёжь, противопоставляла себя лидеру движения Теодору Герцлю, стояла на демократических и антиклерикальных позициях, и привлекала внимание к вопросам кооперативного хозяйствования, поселенческой деятельности и культурно-воспитательной работы. Бернштейн-Коган стал одним из организаторов Конференции сионистской демократической молодёжи, которая открылась 18 декабря 1901 года в Базеле накануне V съезда Всемирной сионистской организации (открывшегося 26 декабря); был избран в её президиум, в который также вошли Хаим Вейцман и Лео Моцкин. На самом конгрессе Бернштейн-Коган возглавил оппозицию т. н. плану Уганды (план еврейской колонизации Уганды). В 1903 году привлекался по делу типографии партии социалистов-революционеров в Одессе.
До 1907 года Я. М. Бернштейн-Коган работал в Харькове, в 1902 году был избран уполномоченным I и II еврейских молитвенных обществ города (но не утверждён губернатором), избирался выборщиком по кадетскому списку в I и II Государственные думы. На минском съезде российских сионистов в 1902 году был избран членом комиссии по делам культуры и воспитания, на Седьмом сионистском конгрессе в июле 1905 года в Базеле вошёл в состав Правления Всемирной сионистской организации, был членом Исполнительного комитета Всемирной сионистской организации и Центрального комитета сионистской организации России.
В 1907 году Я. М. Бернштейн-Коган поселился в Палестине, работал врачом в Нижней Галилее и Петах-Тикве, стал первым окружным врачом еврейских колоний в стране. В 1908 году был одним из основателей Объединения врачей Земли Израиля. В конце 1910 года вернулся в Кишинёв, был гласным кишинёвской городской думы, участвовал в подготовке Седьмого съезда российских сионистов в 1917 году в Петрограде и был членом его президиума, тогда же избран в Учредительное собрание от Бессарабской губернии. В 1921 году вместе с М. И. Готлибом и Н. М. Ройтманом стал учредителем Общества ремесленного и земледельческого труда (ОРТ) Бессарабии (оккупированной в то время Румынией).
Как частнопрактикующий врач в Кишинёве имел клинику внутренних и детских болезней в Фонтанном переулке, № 15. Одновременно служил председателем Бессарабского отдела лиги по борьбе с туберкулёзом, принимал пациентов в её амбулатории (1916).
В 1925 году вновь поселился в Палестине, где уже проживала его дочь; в сентябре 1926 года стал посланцем Джойнта в еврейских земледельческих колониях советской Украины, работал врачом в еврейских сельскохозяйственных поселениях в Крыму.
Умер 12 мая 1929 года в Днепропетровске.

## Семья
- Жена — Доротея (Двойра-Лея) Бернштейн-Коган.
  - Дочери — актриса и режиссёр Мириам (Мария Яковлевна) Бернштейн-Коган, основоположница современного ивритского театра в Палестине; Елена Яковлевна Коган-Бернштейн, была лечащим врачом писателя Владимира Набокова в Париже; Рахиль (12 мая 1901 — ?), Сара[3]. Сын Матвей (1888—1891).
- Брат — народоволец Лев Матвеевич Коган-Бернштейн (1862—1889)[4]; его сын (племянник Я. М. Бернштейн-Когана) — эсер, член Учредительного собрания Матвей Львович Коган-Бернштейн (1886—1918).
- Сестра — Анна Матвеевна Бернштейн-Коган (фр. Anna Bernstein-Kohan, 16 августа 1868, Кишинёв —?), доктор медицины (1891), автор монографий «Contribution à l'étude du Diabète traumatique» (1891) и «Contribution à l'étude du traitement des abcès froids (nouveau procédé d’ablation complèt)» (1893).[5][6]
- Брат — Владимир Матвеевич (Вольф Мотелевич) Бернштейн-Коган (1851—?), инженер-технолог,  женат на Августе Карловне Коган. Их дети: Надежда (1883—?) и Елена Мария (1880—?)[7], Александр (1881—?)[8], Сергей (1886—1959), экономико-географ, и Матвей (1888—?)[9].